# Percy Jones (hudebník)
Percy Jones (* 3. prosince 1947) je velšský baskytarista. Koncem šedesátých let byl členem skupiny The Liverpool Scene. V roce 1975 spoluzaložil skupinu Brand X, se kterou hrál až do jejího rozpadu pět let poté; v letech 1992 až 1999 skupina opět fungovala a Percy Jones byl opět jejím členem. V letech 1976 až 1977 byl členem skupiny Soft Machine a během své kariéry spolupracoval i s dalšími hudebníky, mezi které patří Brian Eno, Steve Hackett, David Sylvian nebo Suzanne Vega.

## Diskografie
Sólová
- Cape Catastrophe (1990)
- Propeller Music (1996)

Ostatní
- Voyage of the Acolyte (Steve Hackett, 1975)
- Another Green World (Brian Eno, 1975)
- Unorthodox Behaviour (Brand X, 1976)
- Moroccan Roll (Brand X, 1977)
- Before and After Science (Brian Eno, 1977)
- One of Those Days in England (Roy Harper, 1977)
- Music for Films (Brian Eno, 1978)
- Masques (Brand X, 1978)
- Product (Brand X, 1979)
- Do They Hurt? (Brand X, 1980)
- Is There Anything About? (Brand X, 1982)
- Brilliant Trees (David Sylvian, 1984)
- Days of Open Hand (Suzanne Vega, 1990)
- Xcommunication (Brand X, 1992)
- Manifest Destiny (Brand X, 1997)